# Teutoburger Ölmühle

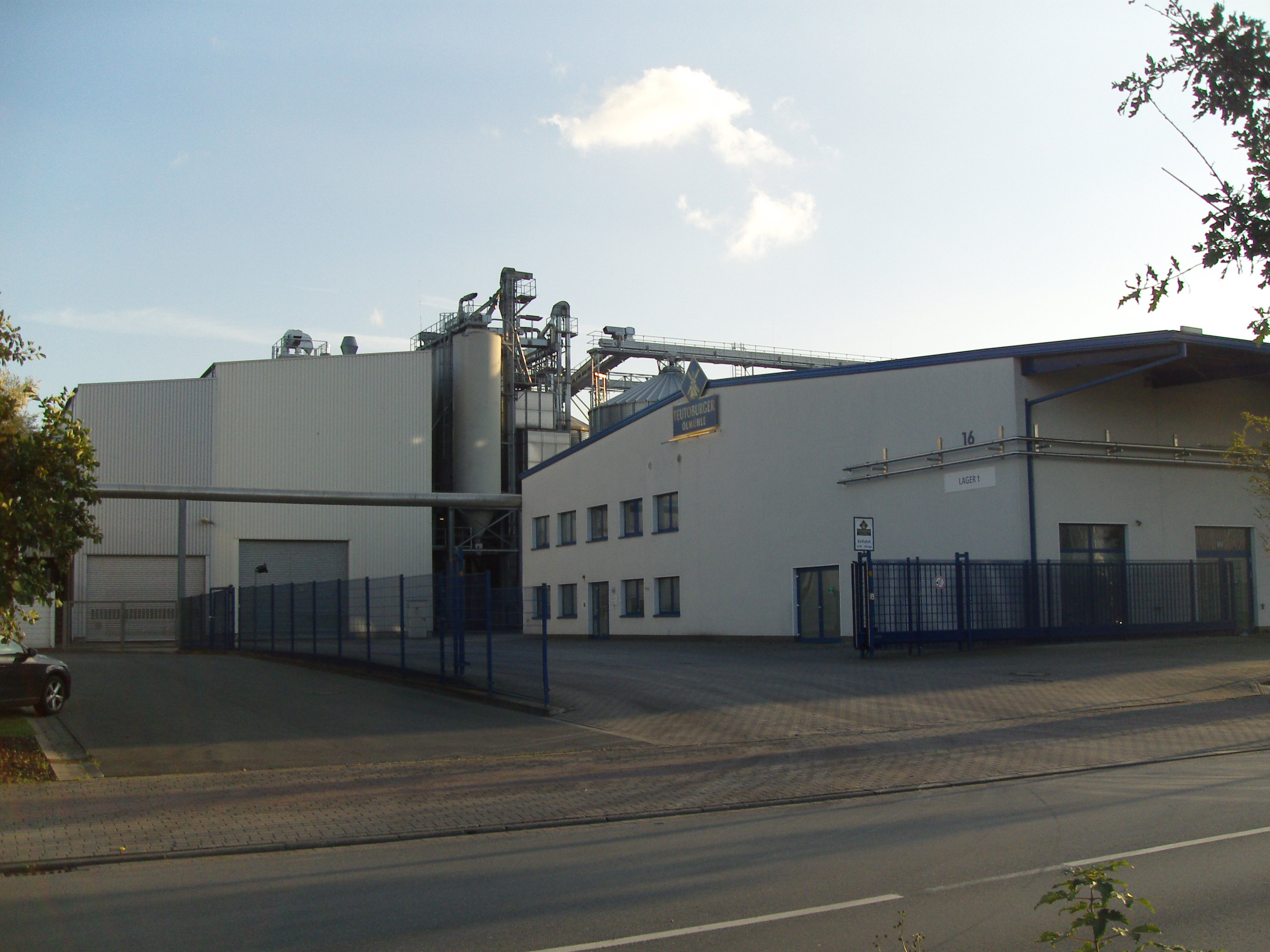
Betriebsgebäude der Teutoburger Ölmühle

Die Teutoburger Ölmühle GmbH ist ein Hersteller von kaltgepressten Rapsölen. Sitz und Produktionsstätte des Unternehmens ist Ibbenbüren im Tecklenburger Land (Kreis Steinfurt). Die Teutoburger Ölmühle ist Marktführer kaltgepresster Raps-Kernöle.

## Geschichte
Mit Mitteln des BMBF wurde an der Universität Essen ein Projekt zur Aufbereitung und Pressung von Ölsaaten unter der Leitung von Felix H. Schneider durchgeführt. Ziel der Forschung war die Entwicklung eines Verfahrens zur Schälung von Rapssaat. Die am Projekt beteiligten Ingenieure Michael Raß und Christian Schein gründeten zusammen mit dem Landhandel Kortlüke nach Abschluss der Forschung das Unternehmen. Die Teutoburger Ölmühle ist Deutschlands erster Hersteller von Raps-Kernölen aus geschälter, kaltgepresster Rapssaat.

## Produktionsverfahren
In der Ölmühle werden sowohl konventionelle Saaten aus zertifiziertem Vertragsanbau aus Deutschland, als auch Bio-Saaten nach EG-Öko-Verordnung und den Richtlinien von Bioland, verarbeitet, geschält und kaltgepresst. Die Ölmühle ist VLOG-zertifiziert, d. h., dass gentechnikfreie Saaten verarbeitet werden. Durch die Schälung und Kaltpressung entfällt die sonst übliche Raffination und chemische Weiterbehandlung der Öle. Im Rahmen einer Kreislaufwirtschaft werden alle Nebenprodukte aus der Speiseöl-Herstellung verarbeitet. So wird aus den Pressrückständen unter anderem Raps-Kernmehl als allergenfreie Alternative zu Senfmehl für die Lebensmittelindustrie, Rohstoffe für Bio-Waschmittel und regenerative Energieträger gewonnen. Der Presskuchen geht als Tierfutter an die Landwirte zurück. Durch den hohen Eiweißgehalt eignet er sich als umwelt- und klimafreundlicher Ersatz für das kritisch eingestufte Sojaschrot aus Übersee.

## Auszeichnungen
Die Produkte der Ölmühle wurden mehrfach prämiert, unter anderem mit folgenden Auszeichnungen:
- Öko-Test-Auszeichnungen (2002, 2007, 2009)
- CMA-Gütezeichen/Preis (2001, 2007, 2008)
- DLG-Prämierungen (2007–2016)[4]
- DGF Rapsöl-Medaillen (2006–2011, 2016)[5]

Für das Herstellungsverfahren der Trennung von Schale und Kern sowie der Existenzgründung erhielt das Unternehmen mehrere Preise, unter anderem
- Ecocare 2012 (Internationaler Nachhaltigkeitspreis)
- Deutschen Gründerpreis (2007)[7]
- START-AWARD (2006)
- Förderpreis nachwachsende Rohstoffe NRW (2002)
- NRW-Innovationspreis des Trägervereins Zentrum für Innovation und Technik (ZENIT) e. V. (2002)[8]

## Sonstiges
- Die Teutoburger Ölmühle unterstützt mit elf weiteren Unternehmen eine Stiftungsprofessur für Ernährungsökologie an der Fachhochschule Münster[9]
- Beiratsmitglied des Zentrums für Nachhaltige Unternehmensführung an der Universität Witten/Herdecke

## Belege
1. ↑  Deutscher Gründerpreis (2007) (Memento des Originals vom 19. Januar 2016 im Internet Archive)  Info: Der Archivlink wurde automatisch eingesetzt und noch nicht geprüft. Bitte prüfe Original- und Archivlink gemäß Anleitung und entferne dann diesen Hinweis., abgerufen am 19. Januar 2016.
2. ↑  Essener Ingenieure erzeugen vielfältige Produkte (November 1999) Protokoll der Universität Essen, abgerufen im August 2010.
3. ↑  Teutoburger Ölmühle - Prämierungen (Memento vom 9. März 2012 im Internet Archive), abgerufen am 19. Januar 2016.
4. ↑  Die DLG testet Speiseöle (Memento des Originals vom 4. Januar 2012 im Internet Archive)  Info: Der Archivlink wurde automatisch eingesetzt und noch nicht geprüft. Bitte prüfe Original- und Archivlink gemäß Anleitung und entferne dann diesen Hinweis., im Suchfeld Hersteller/Vertriebsfirma bitte «Teutoburger Ölmühle» eingeben, abgerufen am 1. Januar 2012.
5. ↑  DGF-Rapsölmedaille 2011/2012 (Memento des Originals vom 18. Juli 2011 im Internet Archive)  Info: Der Archivlink wurde automatisch eingesetzt und noch nicht geprüft. Bitte prüfe Original- und Archivlink gemäß Anleitung und entferne dann diesen Hinweis., abgerufen am 19. Januar 2016.
6. ↑  Teutoburger Ölmühle - Auszeichnungen (Memento vom 3. März 2012 im Internet Archive), abgerufen am 19. Januar 2016.
7. ↑  Verleihung des Gründerpreises auf Stern.de (Juni 2007), abgerufen am 1. Januar 2012.
8. ↑  Innovationspreis des Trägervereins ZENIT e.V. (Memento des Originals vom 19. Januar 2016 im Internet Archive)  Info: Der Archivlink wurde automatisch eingesetzt und noch nicht geprüft. Bitte prüfe Original- und Archivlink gemäß Anleitung und entferne dann diesen Hinweis., abgerufen am 19. Januar 2016.
9. ↑  https://www.fh-muenster.de/oecotrophologie-facility-management/aktuelles/presse/pressearchiv.php?pmid=2491

Koordinaten: 52° 15′ 28,3″ N, 7° 43′ 25,2″ O